# Le Fresne-Camilly
Le Fresne-Camilly (Ausspracheⓘ) ist eine französische Gemeinde mit 951 Einwohnern (Stand: 1. Januar 2022) im Département Calvados in der Region Normandie. Sie gehört zum Arrondissement Caen und zum Kanton Thue et Mue.

## Geografie
Le Fresne-Camilly liegt etwa zwölf Kilometer nordwestlich von Caen. Umgeben wird Le Fresne-Camilly von den Nachbargemeinden Fontaine-Henry im Norden und Nordosten, Thaon im Osten, Rots im Süden, Cully im Südwesten und Westen sowie Ponts sur Seulles im Westen.

## Bevölkerungsentwicklung
| Jahr                      | 1962 | 1968 | 1975 | 1982 | 1990 | 1999 | 2006 | 2013 | 2019 |
| Einwohner                 | 450  | 434  | 464  | 685  | 696  | 787  | 815  | 784  | 933  |
| Quelle: Cassini und INSEE |      |      |      |      |      |      |      |      |      |

## Sehenswürdigkeiten
- Kirche Notre-Dame in Le Fresne aus dem 11. Jahrhundert, Umbauten aus dem 13. Jahrhundert, Monument historique seit 1840[2]
- Kirche Saint-Martin in Le Cainet aus dem 12. Jahrhundert, Monument historique seit 1918[3]
- protestantische Kirche
- Schloss Camilly aus dem 17. Jahrhundert, im 19. Jahrhundert wieder aufgebaut, seit 1973 Monument historique[4]
- Mühle von Cainet

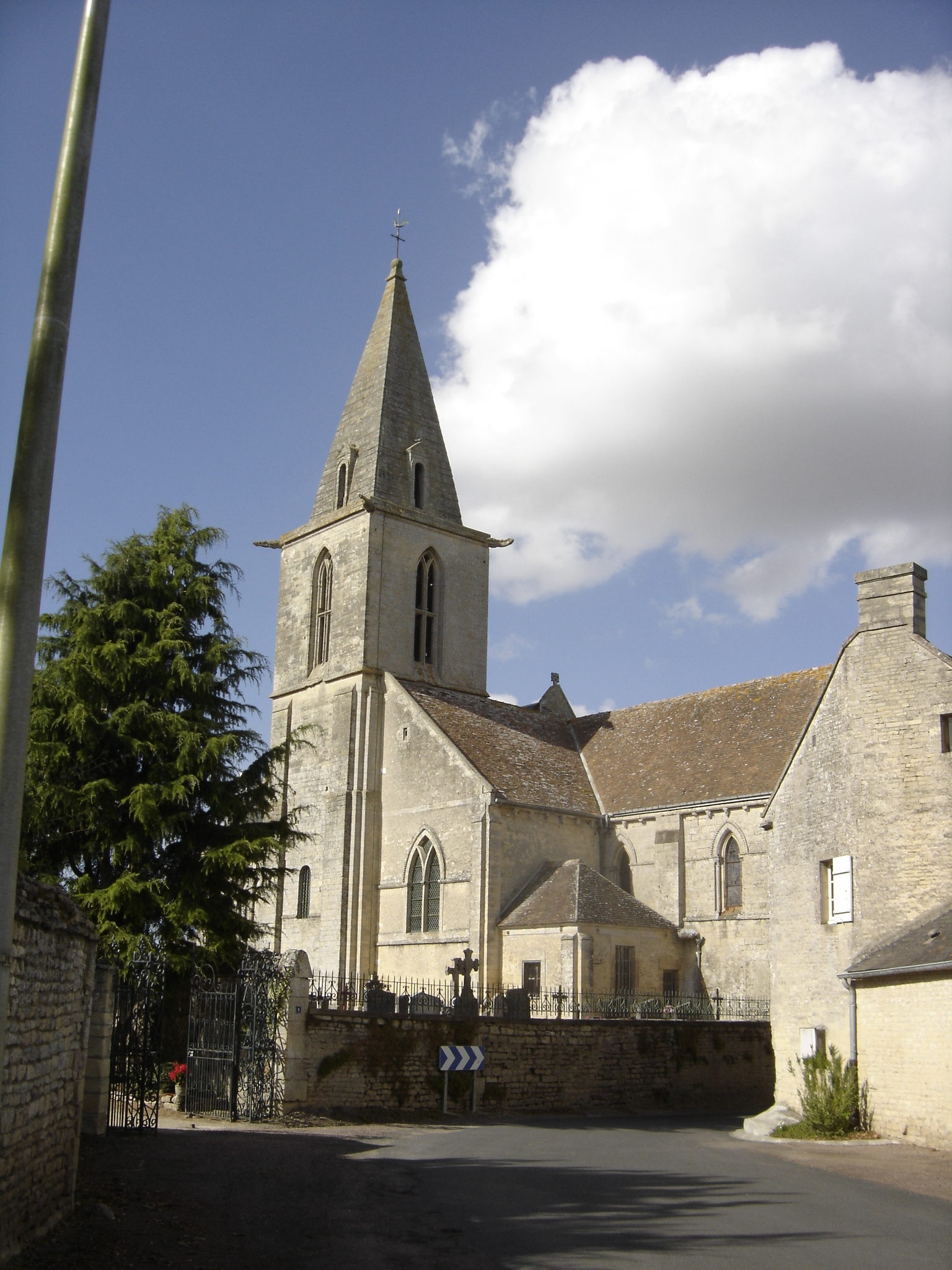
Kirche Notre-Dame
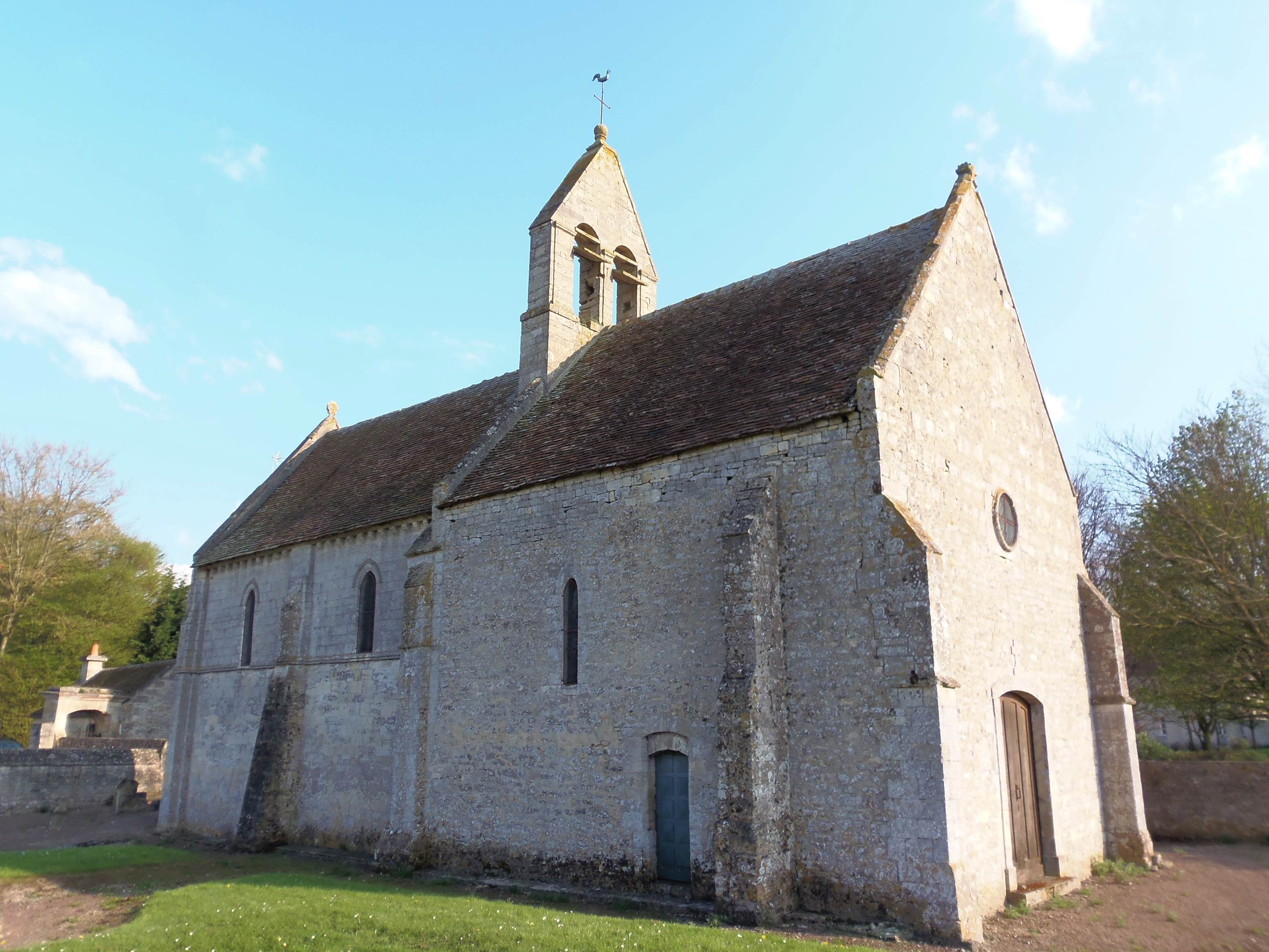
Kirche Saint-Martin
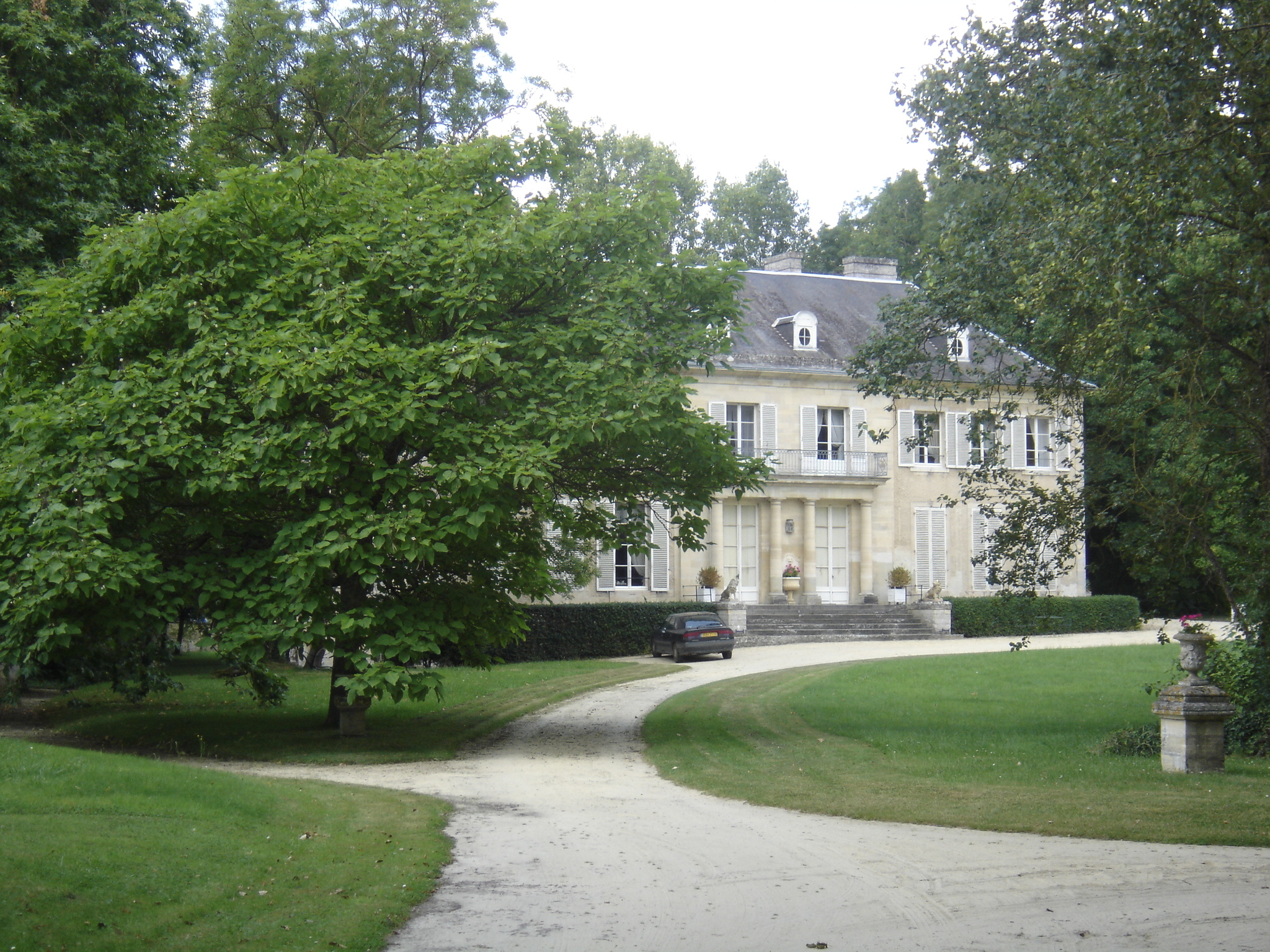
Schloss Camilly
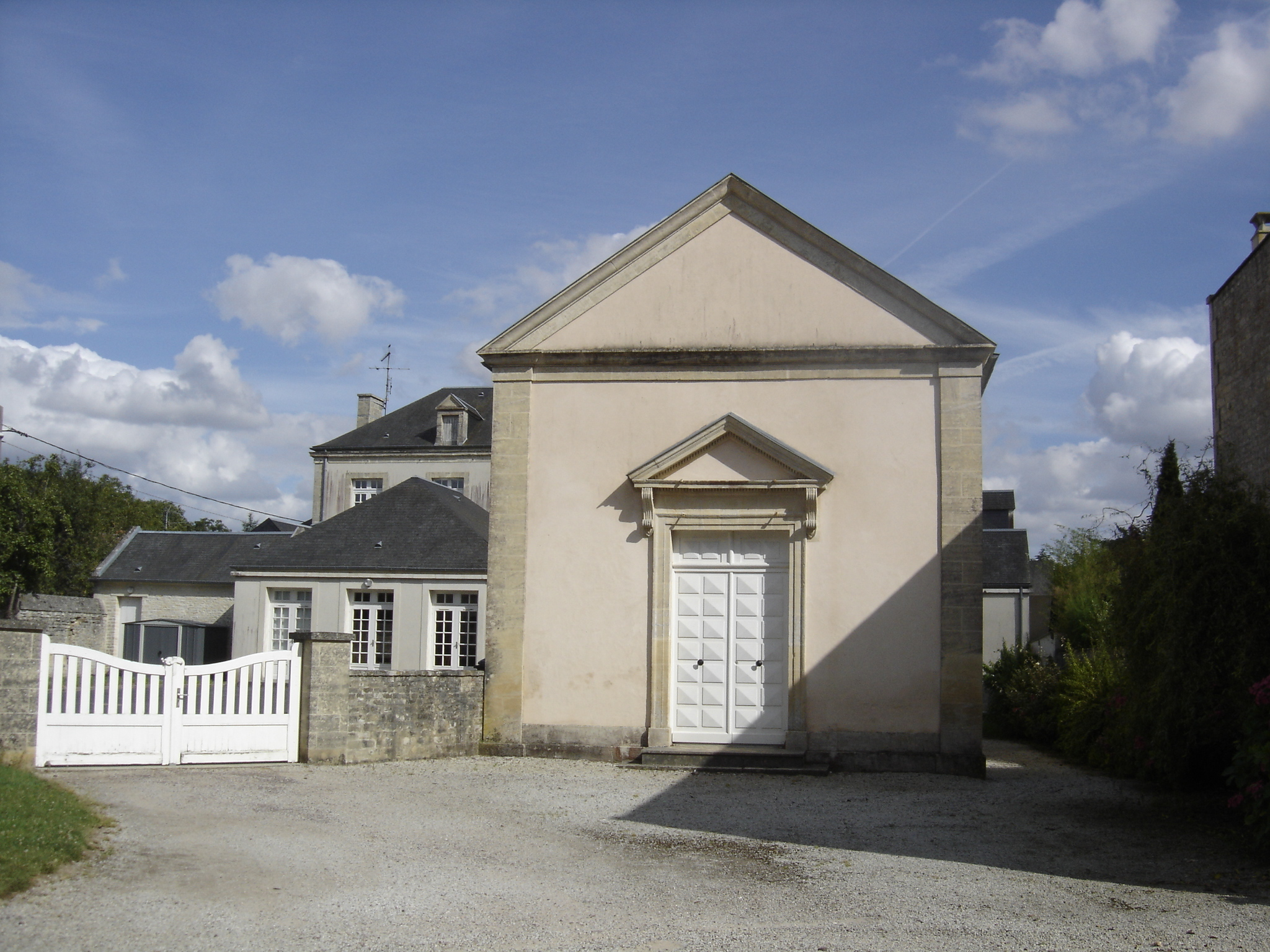
Protestantische Kirche